# جاكوبو سالا
جاكوبو سالا (بالإيطالية: Jacopo Sala)‏ هو لاعب كرة قدم إيطالي في مركز الوسط ولد في يوم 5 ديسمبر 1991 في بلدة ألزانو في بيرغامو في إيطاليا، يلعب حالياً مع نادي سامبدوريا وسبق له اللعب مع نادي هيلاس فيرونا ونادي هامبورغ ويبلغ طوله 184.

## روابط خارجية
- جاكوبو سالا على موقع قاعدة بيانات كرة القدم.إي يو (الإنجليزية)
- جاكوبو سالا على موقع بيانات كرة القدم. دي إي (الألمانية)
- جاكوبو سالا على موقع Soccerway.com (الإنجليزية)
- جاكوبو سالا على موقع عالم كرة القدم.نت (الإنجليزية)
- جاكوبو سالا على موقع AS.com (الإسبانية)